# Solaster abyssicola
Solaster abyssicola är en sjöstjärneart som beskrevs av Addison Emery Verrill 1885. Solaster abyssicola ingår i släktet Solaster och familjen solsjöstjärnor. Inga underarter finns listade i Catalogue of Life.